# Hruszauka (obwód brzeski)
Hruszauka (biał. Грушаўка; ros. Грушевка, Gruszewka; hist. pol. Bildejki; biał. Більдзе́йкі, Bildziejki) – wieś na Białorusi, w obwodzie brzeskim, w rejonie kamienieckim, w sielsowiecie Widomla, przy drodze republikańskiej R83.

## Historia
W XIX i w początkach XX w. Bildejki położone były w Rosji, w guberni grodzieńskiej, w powiecie brzeskim, w gminie Turna.
W dwudziestoleciu międzywojennym leżały w Polsce, w województwie poleskim, w powiecie brzeskim, w gminie Turna. W 1921 miejscowość liczyła 274 mieszkańców, zamieszkałych w 62 budynkach, wyłącznie Polaków. 141 mieszkańców było wyznania prawosławnego, 126 rzymskokatolickiego i 7 mojżeszowego.
Po II wojnie światowej w granicach Związku Sowieckiego. Od 1991 w niepodległej Białorusi.